# Boville Ernica
Boville Ernica – miejscowość i gmina we Włoszech, w regionie Lacjum, w prowincji Frosinone.
Według danych na rok 2004 gminę zamieszkiwało 8869 osób, 316,8 os./km².